# Revelry
"Revelry" é o terceiro single do álbum da banda americana Kings of Leon chamado Only by the Night, e foi lançado em 2 de março de 2009. O single estreou no UK Singles Chart na posição n° 55 via download em 1 de março de 2009 e chegou a posição n° 29 na semana seguinte.

## Faixas
| CD single |                                      |         |  |
| N.º       | Título                               | Duração |  |
| 1.        | "Revelry"                            | 3:21    |  |
| 2.        | "Pistol of Fire" (Mark Ronson Remix) | 3:17    |  |

## Paradas musicais
| Paradas (2009)              | Melhor posição |
| --------------------------- | -------------- |
| Austrália Singles Chart     | 21             |
| Nova Zelândia Singles Chart | 19             |
| UK Singles Chart            | 29             |

### Certificações
| País      | Certificação | Vendas  |
| --------- | ------------ | ------- |
| Austrália | Ouro         | 35,000+ |